# Chassigny (meteoryt)
Chassigny – meteoryt pochodzący z Marsa, który spadł 3 października 1815 roku w miejscowości Chassigny w departamencie Górna Marna we Francji. Meteoryt Chassigny dał początek grupie meteorytów nazywanych chassignitami. Do momentu znalezienia meteorytu Northwest Africa 2737 Chassigny był jedynym tego typu znanym meteorytem.